# 다니모토 마사노리

다니모토 마사노리(일본어: 谷本 正憲, 1945년 4월 16일 ~ 일본 효고현 니시와키시)는 일본의 정치인이다. 효고현립 니시와키 고등학교와 교토 대학 법학부 졸업했다. 지난 1994년 3월 29일부터 2022년 3월 27일까지 무려 28년동안 이시카와현지사를 역임했다. 이 기록은 일본의 지방자치단체 지사 중 최장기 지사인 7선을 역임했다.

## 최장수 지사
다니모토 마사노리는 지난 1991년 이시카와현청에 파견되어 당시 최장수 지사였던 나카니시 요이치 밑에서 부지사로 취임해다가 1994년 나카니시(中西) 지사가 임기중에 사망했기 때문에 신생당·공명당·민사당·일본신당·일본사회당의 비자민(자유민주당) 5당 추천으로 이시카와현 지사 선거에 출마했다.투개표일의 전날, 가나자와 시에 자유 민주당 간사장을 맡고 있던 모리 요시로가 추천한 전 농림수산사무차관 이시카와 히로시를 꺾고, 처음으로 당선되어서 본격적인 이시카와현 지사로써 공식 업무를 시작했다. 이후 2022년 3월 무소속으로 출마해 7기 연속으로 이시카와현 지사에 당선되었다. 2021년 11월 17일, 기자회견에서 2022년 3월에 임기 만료를 맞이하는 차기 현지사 선거에 입후보하지 않고, 현지사로써 용퇴할 의향을 표명했다. 이에 따라 전전(戰前)·전(戰中) 태생의 도도부현 지사는 오이타현의 히로세 가쓰사다(1942년 6월 출생)와 나라현의 아라이 쇼고(1945년 1월 출생)의 2명을 남겨두고 퇴임했다. 퇴임 후인 2022년 4월 1일, 이시카와현 공립 대학 법인 이사장에 취임.